# LIVE TOUR 2006 "4つのL" at 日本武道館
『LIVE TOUR 2006 "4つのL" at 日本武道館』（ライブツアー・にせんろく "よっつのエル" アット 日本武道館）は、平原綾香の1作目のライブ・ビデオ。2006年11月15日にドリーミュージックから発売された。

## 概要

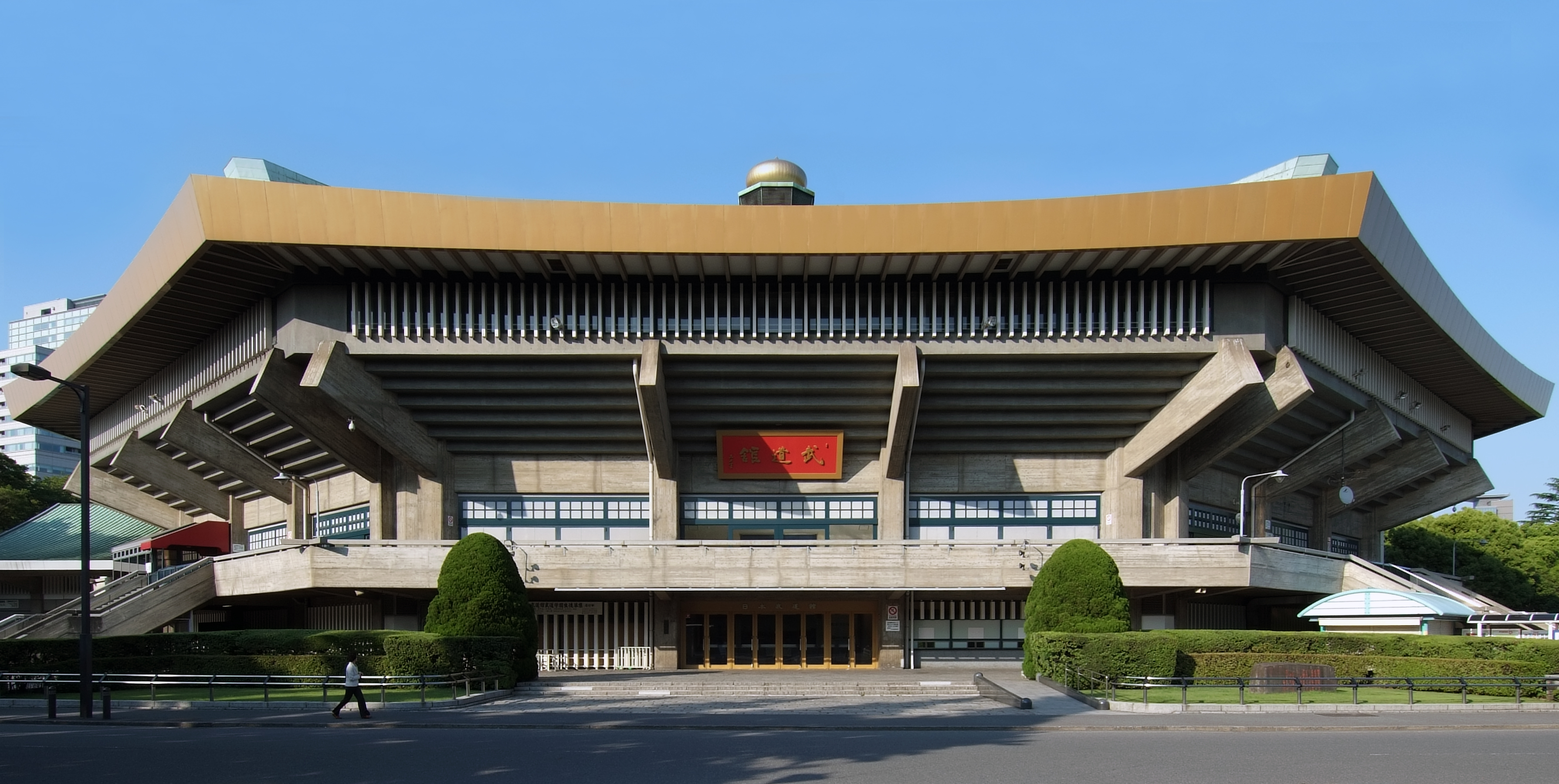
会場の日本武道館

2006年6月13日に行われたツアー「平原綾香 LIVE TOUR 2006 "4つのL"」のファイナル公演となった日本武道館の模様を収録している。シングル「CHRISTMAS LIST」と同時発売。

## 収録内容
1. Overture
2. Circle Game
3. i
4. はじまりの風
5. 誓い
6. I will be with you
7. いとしのエリー
8. Come on a my house
9. アリエスの星
10. Hello again JoJo
11. Introduction
12. TRUE LOVE
13. 虹の予感
14. 君といる時間の中で
15. Reset
16. 心（WILL single version）
17. Eternally
18. Jupiter
19. Music
20. Voyagers
21. 明日
22. スタート・ライン

## ツアー日程
| 公演数 | 開催日  | 会場                     |
| ------ | ------- | ------------------------ |
| 01     | 3月29日 | 焼津市文化センター       |
| 02     | 3月31日 | 名古屋センチュリーホール |
| 03     | 4月1日  | まつもと市民芸術館       |
| 04     | 4月2日  | 新潟県民会館             |
| 05     | 4月7日  | 市川市文化会館           |
| 06     | 4月9日  | 郡山市民文化センター     |
| 07     | 4月16日 | NHKホール                |
| 08     | 4月21日 | 福岡サンパレス           |
| 09     | 4月23日 | 防府市公会堂             |
| 10     | 4月28日 | 旭川市民文化会館         |
| 11     | 4月29日 | 札幌市民会館             |
| 12     | 5月2日  | 広島郵便貯金ホール       |
| 13     | 5月3日  | 大阪フェスティバルホール |
| 14     | 5月6日  | 仙台サンプラザ           |
| 15     | 5月12日 | たつの市総合文化会館     |
| 16     | 5月13日 | 可児市文化創造センター   |
| 17     | 5月19日 | 志布志市文化会館         |
| 18     | 5月21日 | 長崎ブリックホール       |
| 19     | 5月27日 | 文化パルク城陽           |
| 20     | 5月28日 | 神戸国際会館             |
| 21     | 6月13日 | 日本武道館               |